# Gualeguaychú (kommunhuvudort i Argentina)
Gualeguaychú (guarani: Gualeguaychu) är en kommunhuvudort i Argentina.   Den ligger i provinsen Entre Ríos, i den centrala delen av landet, 180 km norr om huvudstaden Buenos Aires. Gualeguaychú ligger 14 meter över havet och antalet invånare är 78 676.
Terrängen runt Gualeguaychú är mycket platt. Det finns inga andra samhällen i närheten.
Trakten runt Gualeguaychú består i huvudsak av gräsmarker. Runt Gualeguaychú är det glesbefolkat, med 15 invånare per kvadratkilometer.